# Uranoscopus affinis
Uranoscopus affinis är en fiskart som beskrevs av Cuvier 1829. Uranoscopus affinis ingår i släktet Uranoscopus och familjen Uranoscopidae. Inga underarter finns listade i Catalogue of Life.